# Profile Records
La Profile Records è stata una delle prime etichette discografiche hip hop, fondata a New York nel 1981 da Steve Plotnicki e Cory Robbins. Robbins lasciò l'etichetta nel 1995 e fondò la Robbins Entertainment. Plotnicki invece la mantenne fino al 1997, quando decise di venderla. Dopo un'agguerrita asta tra la Tommy Boy Music e l'Arista Records (di proprietà della BMG), la Profile divenne proprietà di quest'ultima.

## Artisti
- Da Funky Rebels
- Dana Dane
- DJ Quik
- Cro-Mags
- Crusaders for the Real Hip Hop
- Special Ed
- Rob Base and DJ E-Z Rock
- Nemesis
- Poor Righteous Teachers
- Run DMC
- Surf Mc's
- Nine
- The Rake
- Potna Deuce
- Ron C